# 栃木県道72号大田原芦野線
栃木県道72号大田原芦野線（とちぎけんどう72ごう おおたわらあしのせん）は、栃木県大田原市から那須郡那須町に至る県道（主要地方道）である。

## 概要

### 路線データ
- 総延長：19.278 km（旧道区間を除く）
- 実延長：18.360 km（旧道区間を除く）
- 起点：栃木県大田原市中田原（河原交差点＝国道461号交点）
- 終点：栃木県那須郡那須町大字芦野
- 認定：1977年（昭和52年）1月11日

## 歴史
- 1961年（昭和36年）4月1日 - 芦野大田原線として認定。
- 1977年（昭和52年）1月11日 - 大田原芦野線として再認定。
- 1993年（平成5年）5月11日 - 建設省から、県道大田原芦野線が大田原芦野線として主要地方道に指定される[1]。

## 路線状況

### 別名
- 旧陸羽街道

### 重複区間
- 栃木県道60号黒磯棚倉線（那須塩原市鍋掛 - 那須塩原市越堀）

## 地理

### 通過する自治体
- 大田原市
- 那須塩原市
- 那須郡那須町

### 交差する道路
- 国道461号（起点）
- 栃木県道342号中田原寒井線（大田原市中田原・市野沢小入口交差点）
- ライスライン（大田原市小滝・市野沢交差点）
- 栃木県道182号東小屋黒羽線（大田原市市野沢・練貫交差点）
- 栃木県道34号黒磯黒羽線（那須塩原市鍋掛交差点）
- 栃木県道60号黒磯棚倉線（那須塩原市鍋掛）
- 栃木県道60号黒磯棚倉線（那須塩原市越堀）
- 栃木県道178号稲沢高久線（那須塩原市寺子交差点）
- 国道294号（栃木県道28号大子那須線 重複）（那須町大字芦野）